# 植物における擬態

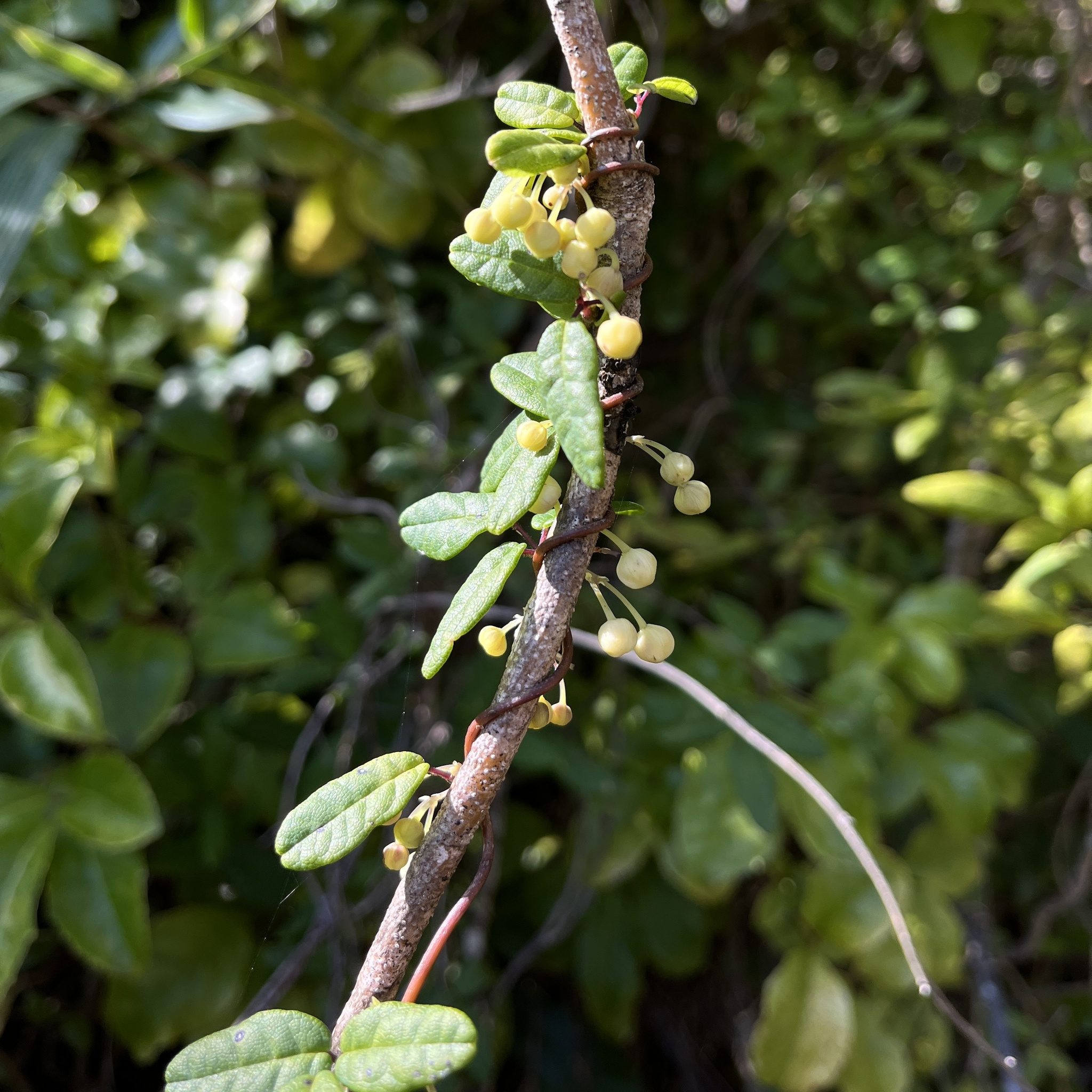
つる植物であるBoquila trifoliataによる、周囲の植物への擬態。自身の葉を登っている植物の葉に似せるために葉の形を変えることで、おそらく草食動物からより目立たなくしていると考えられている。

進化生物学において、植物における擬態とは、植物がその構造的、さらに化学的に、他の植物種に似せる進化形態を指す。
動物による擬態に比べると研究例が少ないが、限られた植物学者により類型がまとめられている。
現在では雌花が同種の雄花を模倣するベイカー型擬態、蜜などの報酬を作る別の種の花や果実を模倣するドッドソン型擬態、雑草が意図しない人為的な選択によって作物として利用される植物に似るように進化するヴァヴィロフ型擬態、花が送粉者のメスの姿を模倣するプーヤン型擬態、無毒な種が有毒な種の特徴を模倣することで捕食を回避するベイツ型擬態などが知られている。

## ベイカー型擬態
イギリスの博物学者ハーバート・G・ベイカーの名から命名されたベイカー型擬態は、単一種の中で起こる「自己擬態」や「種内擬態」の一種である。植物におけるベイカー型擬態では、蜜などの送粉者にとっての報酬を持たない雌花が、同種の雄花を擬態することで、送粉者をだましている。この擬態は、中南米やアフリカの熱帯地域でみられるアブラナ目パパイア科の多くの種で一般的である。パパイア科の植物は雄花と雌花の表現型が著しく異なっており（性的二形）、雄花は蜜を作るが雌花は作らない。ベイカーはこの植物が夕暮れ時にスズメガ科などの蛾の仲間によって訪花されていることを発見し、明かりの少ない時間にはこれらの植物の雄花と雌花は、送粉者にとって似通って見えていると結論づけた。

## ドッドソン型擬態
アメリカの植物学者Calaway H. Dodsonの名から命名されたドッドソン型擬態は、ベイカー型擬態と同じく繁殖のための擬態の一種だが、ベイカー型擬態とは異なり、擬態者とモデルが別種である。モデルの花に似た形質を持つことで、ベイカー型擬態と同様に蜜などの報酬を作らずに送粉者を誘引することができる。

## ヴァヴィロフ型擬態
ロシアの植物遺伝学者であるニコライ・ヴァヴィロフの名から命名されたヴァヴィロフ型擬態（作物擬態（crop mimicry）や雑草擬態（weed mimicry）などとも呼ばれる）は、雑草が何世代にもわたる人為選択によって、作物として利用される植物と1つ以上の特徴を共有するように進化する、植物における擬態の一種である。雑草に対する選択は、生えている雑草自体を殺すこと、雑草の種子を作物の種子から分離すること、またはその両方によって行われる。これは新石器時代から手作業で行われており、近年では農業機械によって行われている。